# 芳田司
芳田 司（よしだ つかさ、1995年〈平成7年〉10月5日 - ）は、京都府京都市上京区出身の日本人の女子柔道家。階級は57 kg級。身長156 cm。バスト93 cm。リーチ156 cm。組み手は左組み。得意技は内股、寝技。柔道四段取得。3人姉妹（優、司、真）の次女で、5歳年下である妹の芳田真も48 kg級で活躍している。

## 経歴

### 小学生時代
幼少時は力を持て余す「きかん坊」だったことから、京都市立新町小学校2年の時に両親に勧められて近所の円心道場で始めた。。5年生の時に初めての全国大会となる全国小学生学年別柔道大会に出場して40 kg級で3位になった。6年生の時は45 kg級で3位だった。一方、この当時は陸上部にも所属しており、姉とともに毎朝ジョギングを課せられていたこともあって、S&Bちびっ子健康マラソン大会京都大会では1年生の時に優勝、2年生の時に3位、3年生の時に2位、4年生の時から3年連続で優勝を果たした。

### 中学時代
中学は全国大会で活躍していた1学年上の田代未来に影響されて、田代が所属する神奈川県相模原市の相武館吉田道場に入門して寮生活を送ることになり、国際大会に出場することを目的に稽古に精進することとなった。相原中学1年の時に近代柔道杯で優勝すると、2年の時には全国中学校柔道大会とマルちゃん杯の団体戦でもエースである田代とともに活躍して優勝を勝ち取り、中学女子では史上初となる中学団体3冠（近代柔道杯、全国中学校柔道大会、マルちゃん杯）を達成した。さらに2010年3月の近代柔道杯でも同級生で後に48 kg級の世界チャンピオンとなった渡名喜風南や内尾真子とともに活躍して2連覇に貢献した。3年の時には全国中学校柔道大会の個人戦57 kg級決勝で東松山南中学1年の嶺井美穂を大外返の技ありで破って優勝を飾ったが、団体戦は5位にとどまった。マルちゃん杯では3位だった。

### 高校時代
高校はすでに小学生の時から誘われていた福岡県にある敬愛高校へ進んだ。1年の時には4月の全日本カデで優勝した。5月には中学の時から憧れていた初の国際大会であるドイツカデ国際大会に出場して優勝するも、8月の世界カデでは準決勝でオランダのドー・ベレマに足取りの反則負けを喫して3位に終わった。2012年3月の全国高校選手権では個人戦の決勝で桐蔭学園高校2年の山本杏に有効で敗れて2位だった。団体戦では5位にとどまった。
2年の時には金鷲旗の決勝で一本勝ちするなどチームの優勝に貢献した。8月のインターハイ個人戦では3回戦で東大阪大敬愛高校1年の米澤夏帆に上四方固で敗れた。なお、団体戦には出場しなかった。9月の全日本ジュニアでは決勝で夙川学院高校2年の原田千賀子を上四方固で破って優勝すると、アジアジュニアでもオール一本勝ちして優勝を飾った。初のシニアの全国大会となった講道館杯では初戦で帝京高校1年の西尾直子に反則負けを喫した。12月のワールドカップ・チェジュ では決勝でコマツの石川慈に横四方固で敗れて2位だった。2013年2月のベルギー国際ジュニアの部では決勝で西尾に判定で敗れて2位だった。シニアの部にも出場して決勝まで進むが、フランスの選手に合技で敗れた。3月の全国高校選手権では個人戦の準決勝で松商学園高校2年の出口クリスタに有効で敗れて3位だったが、団体戦では決勝の松商学園高校戦で1階級上の津金恵と引き分けたものの、エースの岡史生が出口を合技で破って優勝を果たした。
3年の時には4月のロシアジュニア国際決勝でブラジルの選手を合技で破って優勝した。7月の金鷲旗ではチームの2連覇に貢献した。今大会が高校時代で一番印象に残った試合だという。インターハイの団体戦には出場せず、チームも5位にとどまって高校団体3冠（高校選手権、金鷲旗、インターハイ）はならなかったものの、個人戦では決勝で出口に内股で一本勝ちして優勝を果たした。9月の全日本ジュニアでは決勝で出口に大内刈で敗れて2連覇はならなかった。10月の世界ジュニアでは3回戦でロシアのダリア・メジェツカヤに一本背負投の有効で敗れた。11月の講道館杯では準々決勝でコマツの宇高菜絵に腕挫十字固で敗れるなどして7位だった。12月のエクサンプロヴァンスジュニア国際では優勝を飾った。

### 2014年
2014年には高校を卒業してコマツに入社して管理部管理グループの配属となった。当初は足のケガなどの影響もあってハイレベルな練習に戸惑っていた。これまで培ってきた組み手や打ち込みもなかなか通用せずにいたところ、監督の松岡義之から騙されたと思って今までとは違う方法に取り組めとアドバイスされた。このアドバイスがあったからこそ困難な状況を打開でき、後の活躍に繋がっていったので非常に感謝しているという。7月のポーランドジュニア国際では決勝で三井住友海上の玉置桃に指導3で敗れて2位にとどまった。9月の全日本ジュニアでは準決勝で玉置に横四方固で敗れて3位だった。11月の講道館杯では決勝まで進むと、会社の先輩である7歳年上の石川慈を指導2で破り、シニアの全国大会で初優勝を飾った。12月のグランドスラム・東京では、準決勝でロンドンオリンピック金メダリストの松本薫に指導1で敗れるが、3位決定戦で国士舘大学2年の山本杏を指導1で破って3位になった。今大会で松本と同じ表彰台に立ったことで、オリンピックに出たいという気持ちが非常に強くなったという。

### 2015年
2015年2月にはヨーロッパオープン・オーバーヴァルトの準々決勝でフランスのエレーヌ・ルスボーに小外掛で敗れると、敗者復活戦でもロンドンオリンピック銀メダリストのコリーナ・カプリオリウに反則負けを喫して7位に終わった。4月の選抜体重別では初戦で玉置に指導1で敗れた。6月の実業団体では三井住友海上戦で玉置と引き分けるなどしてチームは2位にとどまった。7月にはグランドスラム・チュメニ に出場すると、決勝でカプリオリウを有効で破ってIJFワールド柔道ツアー初優勝を飾った。10月のグランドスラム・パリでは初戦でロンドンオリンピック銅メダリストである地元フランスのオトーヌ・パヴィアを指導1で破る健闘を見せるが、準決勝でポルトガルのテルマ・モンテイロに指導2で敗れると、3位決定戦でも会社の先輩である11歳年上の宇高に指導3で敗れて5位にとどまった。12月のグランドスラム・東京では準決勝で世界ランキング1位であるモンゴルのドルジスレン・スミヤを指導1で破ると、決勝ではルスボーを今大会とびきりの美技と呼べる内股で破って、今年2度目のグランドスラム大会優勝を飾った。所属先のコーチであるオリンピックの63 kg級で2連覇を果たした内股を得意とする谷本歩実が、「私もあんなふうに投げたことはない」と言わしめるほど見事な内股だった。また、この際の優勝インタビューでは次のように語った。「自分は準決勝や決勝など、上にいくにつれて気持ちが高ぶっていくタイプ」「今回優勝したことで、リオデジャネイロオリンピックの代表に近づいたと思います。同じ57 kg級には松本薫先輩という絶対的な存在がいるので、もっと頑張らなくてはいけないと思いますね」。

### 2016年
2016年2月のグランドスラム・パリでは2回戦でパヴィアと対戦すると、GSに入ってから技ありを取られて敗れた。4月の選抜体重別決勝では準決勝で松本を横四方固で破った石川を燕返の技ありで破って今大会初優勝を飾ったが、実績で上回る世界チャンピオンの松本がリオデジャネイロオリンピック代表に選ばれた。どちらにせよ、この時点では何が何でも松本を追い越してまでオリンピック出場を勝ち取りたいと言う気持ちまでは持てなかったという。ナイーブで気が小さい性格だと自己分析している。その一方で、次のような認識も示した。｢小さい殻に閉じこもるのではなく、自分の柔道を向上させ、可能性を高めていく。そのための場所が試合だと考えるようにしています｣。5月のグランドスラム・バクーでは準々決勝で元世界チャンピオンであるブラジルのラファエラ・シルバを腕挫十字固で破るなどオール一本勝ちで決勝に進むと、イギリスのネコダ・スミス＝デイビスから技ありと有効2つを取って快勝して、グランドスラム大会で3度目の優勝を飾った。6月の実業団体では三井住友海上戦で1階級上の鍋倉那美に有効で敗れると、自衛隊体育学校戦でも金子瑛美に技ありで敗れた。7月のグランドスラム・チュメニでは決勝で地元ロシアのメジェツカヤに縦四方固で一本勝ちして、昨年に続いて今大会2連覇を達成した。11月の講道館杯では準決勝で宇高に指導1で敗れて3位だった。12月のグランドスラム・東京では準決勝でドルジスレンから技ありと有効を取った後に腕挫十字固で一本勝ちすると、決勝では宇高に対してGSを含めて10分近い激闘の末に指導1を取って、今大会2連覇を成し遂げた。

### 2017年
2017年2月のグランドスラム・パリでは準決勝で伏兵選手である韓国の権柔貞にGSに入ってから背負投の技ありで敗れるも、3位決定戦でコソボのノラ・ジャコヴァを技ありで破って3位は確保した。4月の体重別では準決勝で三井住友海上の舟久保遥香にGSに入ってから指導2で敗れて3位だったが、これまでの実績により世界選手権代表に選出された。なお、日本スポーツ振興センター（JSC）による海外における強化活動の支援対象に、柔道選手として日体大2年の阿部一二三とともに選ばれた。5月のアジア選手権では準決勝で同じコマツに所属する台湾の連珍羚をGSに入ってから指導2で競い勝つと、決勝でも権柔貞を内股の技ありで破って優勝した。団体戦では準決勝まで一本勝ちするも、決勝のモンゴル戦で過去3戦全勝のドルジスレンに背負投で技ありを取られて敗れたが、他の選手が勝ったことでチームは優勝を飾った。なお、今回優勝したことでこの階級の日本選手としては2013年2月まで世界ランキング1位だった松本薫以来の1位となった。6月の実業団体には1戦しか出なかったが一本勝ちすると、チームも優勝を飾った。8月の世界選手権ではそれまでのボブカットからマッシュルームカットに髪形を変えて挑んだ。最初の2試合を寝技で一本勝ちすると、準々決勝では連をGSに入ってから指導1、準決勝ではルスボーを横四方固でそれぞれ破った。決勝ではドルジスレンと対戦すると、指導1を先取されるもGSに入ってから指導1を取り返すと盛んに攻め立てるがポイントにならず、またドルジスレンによる掛け逃げに近い背負投も指導対象とならずに13分近い戦いが繰り広げられるも、最後は相手の意表を突いた腰車で技ありを取られて2位に終わった。試合後のインタビューでは、「絶対に勝ちたかったが、自分の弱さが競った試合の中で出てしまった」とコメントした。初開催となった男女混合の世界団体では決勝のブラジル戦でシルバを横四方固で破ったのを始め全勝して、チームの金メダルに貢献した。9月にはスタンフォード大学へ2週間ほど短期留学してトレーニングに関する知識を学んだ。12月のグランドスラム・東京では準決勝でハンガリーのヘドヴィグ・カラカスを技ありで破ると、決勝ではパーク24の山本杏をGSに入ってから一本背負投の技ありで破って、今大会3連覇を達成した。続くワールドマスターズでは準決勝でシルバを崩上四方固で破るなど全て一本勝ちして決勝まで進むが、ドルジスレンとの対戦ではGSに入って3分過ぎに偽装攻撃で指導2を取られて敗れた。

### 2018年
2018年2月のグランドスラム・パリでは準々決勝でモンテイロと対戦すると技ありを先取されるも内股で逆転勝ち、準決勝でもスミス＝デイビスを内股で破った。決勝では国籍をカナダに変更した出口に技ありを先取されるも技ありを取り返すが、さらに技ありを取られて敗れた。4月の体重別では準決勝で舟久保にGSに入ってから反則負けを喫して3位だった。しかし、国際大会の実績により世界選手権代表に選ばれた。その後、「（世界選手権に）もう一度出られる喜びがあるが、気持ちよく出られるわけではない」「この負けを絶対に忘れてはいけない」と述べた。6月には右足首を負傷した。その直後の実業団体では三井住友海上戦で舟久保に小内刈の技ありで敗れると、自衛隊体育学校戦でも金子に小外掛で敗れるなど1勝2敗でチームは2位にとどまった。8月の強化合宿の際には現役復帰する松本薫と乱取りを行った。普段の出稽古では松本から乱取りの申し出がなされるも、今回は自ら申し出た。その際に、「強い。松本さんは（昨年6月に長女を）出産しても、出産前と変わらない力強さがある。自分自身にも気合が入る」と語った。9月の世界選手権ではアニメのサザエさんに出てくるタラちゃんをイメージした「タラちゃんカット」で臨むことになった。世界選手権では2回戦でドイツのアメリー・シュトールを合技、3回戦でモンテイロを横四方固、準々決勝では権柔貞を横四方固と山嵐の合技で破るなど3試合を一本勝ちすると、準決勝で出口をGSに入ってから内股の技ありで破った。決勝ではスミス＝デイビスを合技で破って優勝した。試合後のインタビューでは次のように語った。「金メダルと（昨年の）銀メダルでは全然違う。ほっとした。私の方が絶対に強いという気持ちだった。（東京五輪に向けて）自信がついたのが一番大きい」。続く世界団体の準決勝では韓国と北朝鮮の南北合同チーム戦でキム・ジナを後袈裟固、決勝のフランス戦でもプリシラ・ネトを合技でそれぞれ破ってチームの優勝に貢献した。試合後には、「団体でも金メダルを取るという目標に向けて、強い気持ちだった」とコメントした。また、今大会で優勝したことにより、昨年5月以来の世界ランキング1位に返り咲いた。11月のグランドスラム・大阪では準決勝で玉置と対戦すると、指導2でリードしながら終盤に技ありを取られて敗れた。3位決定戦では権柔貞に対して終了間際に寝技を仕掛けた際に、相手の腰を反ってしまうような形になったことが危険行為とみなされて反則負けとなり5位に終わった。今大会で4連覇できなかった事により、2019年の世界選手権代表内定はならなかった。12月のワールドマスターズでは準決勝でスミス＝デイビスを縦四方固で破ると、決勝ではヨーロッパチャンピオンであるコソボのノラ・ジャコヴァを内股の技ありで破って優勝した。なお、世界ランキングの年間1位となり、IJFから1万ドルが授与された。

### 2019年
2019年2月に目標としていた松本薫が引退した際には、超えたい存在だった松本とはもう一度試合をしておきたかったと述べた。さらに、「野獣」とも呼ばれた闘志むき出しの強烈な個性を有する松本に比べると、「自分は気迫や感情が表に出ないタイプ。いつもカラーを考えるけど、それは自然に出ることなのかなとも思っている。ちょっと天然な部分は（松本さん）かぶるけど、（自身は）何なんだろうと…」とコメントした。グランドスラム・デュッセルドルフでは準々決勝までの3試合を一本勝ちすると、準決勝で地元ドイツのテレーザ・シュトールを内股の技あり、決勝ではシルバを引込返の技ありでそれぞれ破って優勝した。試合後には、「松本さんを目標にやってきた。メンタルから全てにおいて強い。私もそういう存在になりたい」と語った。4月の体重別では決勝で玉置を合技で破って今大会3年ぶり2度目の優勝を飾り、世界選手権代表に選出された。5月のグランドスラム・バクーでは準決勝まで全て一本勝ちするも、決勝でシルバに終了間際に隅落で技ありを取られて2位に終わった。6月の実業団体では三井住友戦で玉置に技ありで敗れるも、チームは優勝した。玉置戦で左太もも裏（半膜様筋）肉離れを引き起こしたことにより、その後1ヶ月ほど乱取りができず、主に筋力トレーニングの強化に努めた。8月に東京で開催された世界選手権では準々決勝でポーランドのユリア・コバルチクに技ありを先取されるも終了間際に技ありで追いつくと、GSに入ってから合技で破った。準決勝ではシルバをGSに入ってから一本背負投で破るも、決勝では出口にGSに入ってから谷落で技ありを取られて2連覇はならなかった。世界団体では準決勝のブラジル戦でシルバを破るも、決勝のフランス戦でサラ＝レオニー・シジクに大外刈で敗れるが、チームは優勝した。11月のグランドスラム・大阪では準決勝で玉置に技ありで敗れると、3位決定戦でもカナダのジェシカ・クリムカイトに技ありで敗れて5位に終わった。12月のワールドマスターズでは準決勝で玉置に技ありで敗れると、3位決定戦でもクリムカイトに技ありで敗れて5位にとどまった。

### 2020年
2020年2月にはグランドスラム・デュッセルドルフに出場予定だったが、左手中指のケガにより取り止めた。しかしながら、その後に開かれた強化委員会での満場一致により、東京オリンピック代表が内定した。2番手選手とのこれまでの成績差が歴然だと強化委員の3分の2以上によって判断された場合は東京オリンピック代表が内定することになっていた。代表内定となった芳田は、「ほっとしている。今はけが（の状態）と相談しながら練習している。自分の柔道を突き詰めて、これまでやってきたことを出し切れるように準備したい。」と決意を語った。5月に全柔連は常務理事会と強化委員会を開いて、新型コロナウイルスの影響で1年延期になった東京オリンピックでは、2月に決まっていた代表内定選手の権利を維持する方針を確認した。内定選手は激越な代表選考をすでに経ているとしたうえで、国際大会の再開が今だ不透明で再選考が容易でないことを最大の理由に挙げている。一方で強化委員長の金野潤は、「現場の監督、コーチが現内定選手で闘う自信をしっかり持っていることが一番の決め手」だと説明した。その後、全柔連の全理事と監事の承認を得て、代表内定選手の維持が正式に決まった。この際に、「身の引き締まる思いです」とコメントした。また、新型コロナウイルスの影響で全国大会が中止となった中高生に向けて、「考えて考えて、何か見つかったら、そこに走り続けてみる。その繰り返しなのかなと思います」とメッセージを発信した。
なお、7月から柔道衣を着た稽古を行い、9月からようやく乱取りを再開したという。一方で、ひきこもるタイプなので練習が出来ず家にとどまり続けたことも特に問題なかったという。この間は小学校時代からの試合映像を順次見て、イメージトレーニングを行うとともに、手のケガの治療にも専念できた。さらには、友人から送られた竹製の横笛で気分転換を図ったりもした。

### 2021年
2021年1月のワールドマスターズでは準決勝でジャコヴァ、決勝でシジクをそれぞれ崩袈裟固で破って優勝した。7月に日本武道館で開催された東京オリンピックでは準決勝でジャコヴァに技ありで敗れるも、3位決定戦でジョージアのエテリ・リパルテリアニを合技で破って3位になった。東京オリンピック混合団体では準決勝まで出番がなかったが、決勝のフランス戦ではシジクに技ありで敗れてチームも2位にとどまった。

### 2022年
2022年4月の体重別では決勝で舟久保に反則負けして2位だった。続いて全日本選手権に推薦で出場を果たして3回戦まで勝ち上がるも、78kg超級の選手である山梨学院大学4年の高橋瑠璃に有効で敗れた。なお、アジア大会代表に選ばれた。5月の実業団体では2位だった。6月のグランドスラム・ウランバートル準々決勝では、IJF名義で出場したロシアのダリア・クルボンママドワに立ち姿勢で相手の左肘関節をきめたとして反則負けを喫した。指導累積ではなくて直接の反則負けだったため、規定により連との敗者復活戦には出場できず7位にとどまった。8月のアジア選手権は新型コロナウイルスに感染したため出場できなかった。10月の講道館杯では決勝で玉置に反則負けを喫して2位だった。12月のグランドスラム・東京では準決勝で玉置を内股で破るも、決勝で舟久保に横四方固で敗れて2位だった。続くワールドマスターズでは準々決勝で出口に敗れるも、その後の3位決定戦で連を破って3位になった。

### 2023年
2023年2月のグランドスラム・テルアビブでは初戦でウクライナのダリア・ビロディドに反則負けを喫した。4月の体重別では決勝で日本エースサポートの髙野綺海に反則負けを喫して2位だった。6月の実業団体では三井住友海上戦で玉置に片手絞で敗れるなどして3位だった。続くグランドスラム・ウランバートルはケガのため出場を取りやめた。

### 2024年
2024年7月に現役引退を表明した。今後はコマツ女子柔道部のコーチを務めることになった。

## 世界ランキング
- 世界ランキングの年度別変遷

|      | 2012年 | 2013年 | 2014年 | 2015年 | 2016年 | 2017年 | 2018年 | 2019年 | 2020年 | 2021年 | 2022年 | 2023年 |
| ---- | ------ | ------ | ------ | ------ | ------ | ------ | ------ | ------ | ------ | ------ | ------ | ------ |
| 順位 | 74     | 125    | 59     | 15     | 4      | 2      | 1      | 2      | 3      | 9      | 12     | 50     |

（出典、JudoInside.com）

## 柔道スタイル
左組みからの内股を始めとした足技や、抑込技などの寝技を得意とする。身長が低いために相手を太ももではなく尻に乗せて投げる、「ケツ股」とも呼ばれる独特の形の内股をとりわけ得意技にしている。中学時代は帯取返の打ち込みを時には千本もこなすなどして、内股とともに完全に自分のものにしていった。内股とともに子供の頃からやり込んでいた寝技での一本勝ちも多い。また、幼少の頃から長距離走に積極的に取り組んでいたこともあって、持久力には十分な自信を有している。コマツに入社後は監督の松岡義之に打ち込みやトレーニングなど今までの方法を全て変えられるも、それが好結果に繋がることになった。2017年のグランドスラム・東京では今まで使ってこなかった一本背負投も繰り出せるようになった。2018年より施行の新ルールでは、従来なら効果相当の技でも技ありを取られる可能性があるため、それに対処するための受けの練習にも精力的に取り組むことになった。立って良し、寝て良しの総合力を売り物にしていたが、2017年の世界選手権以降は隙が生じる余地があったことからそれを克服するため、どんな状況でも対応できる強さを築くための土台作りに取り組み、2018年の世界選手権では女子代表監督の増地克之をして、完璧に近い内容と言わしめる勝利を飾った。

## 戦績
- 2006年 - 全国小学生学年別柔道大会 3位（40 kg級）
- 2007年 - 全国小学生学年別柔道大会 3位（45 kg級）
- 2009年 - 近代柔道杯 優勝
- 2009年 - 全国中学校柔道大会 団体戦 優勝
- 2009年 - マルちゃん杯 優勝
- 2010年 - 近代柔道杯 優勝
- 2010年 - 全国中学校柔道大会 個人戦 優勝 団体戦 5位
- 2010年 - マルちゃん杯 3位
- 2011年 - 全日本カデ 優勝
- 2011年 - ドイツカデ国際大会 優勝
- 2011年 - 金鷲旗 2位
- 2011年 - 世界カデ 3位
- 2011年 - 全日本ジュニア 5位
- 2012年 - 全国高校選手権 個人戦 2位 団体戦 5位
- 2012年 - 金鷲旗 優勝
- 2012年 - 全日本ジュニア 優勝
- 2012年 - アジアジュニア 優勝
- 2012年 - ワールドカップ・チェジュ 2位
- 2013年 - ベルギー国際 ジュニアの部 2位 シニアの部 2位
- 2013年 - 全国高校選手権 個人戦 3位 団体戦 優勝
- 2013年 - ロシアジュニア国際 優勝
- 2013年 - 金鷲旗 優勝
- 2013年 - インターハイ 個人戦 優勝 団体戦 5位
- 2013年 - 全日本ジュニア 2位
- 2013年 - 講道館杯 7位
- 2013年 - エクサンプロヴァンスジュニア国際 優勝
- 2014年 - ポーランドジュニア国際 2位
- 2014年 - 全日本ジュニア 3位
- 2014年 - 講道館杯 優勝
- 2014年 -　グランドスラム・東京 3位
- 2015年 - ヨーロッパオープン・オーバーヴァルト 7位
- 2015年 -　実業団体 2位
- 2015年 -　グランドスラム・チュメニ 優勝
- 2015年 - グランドスラム・パリ 5位
- 2015年 -　グランドスラム・東京 優勝
- 2016年 - 選抜体重別 優勝
- 2016年 -　グランドスラム・バクー 優勝
- 2016年 - グランドスラム・チュメニ 優勝
- 2016年 -　講道館杯 3位
- 2016年 -　グランドスラム・東京 優勝
- 2017年 -　グランドスラム・パリ 3位
- 2017年 -　体重別 3位
- 2017年 -　アジア選手権 個人戦 優勝、団体戦 優勝
- 2017年 -　実業団体 優勝
- 2017年 -　世界選手権 2位
- 2017年 -　世界団体 優勝
- 2017年 -　グランドスラム・東京 優勝
- 2017年 -　ワールドマスターズ 2位
- 2018年 -　グランドスラム・パリ 2位
- 2018年 -　体重別 3位
- 2018年 -　実業団体 2位
- 2018年 -　世界選手権 優勝
- 2018年 -　世界団体 優勝
- 2018年 -　グランドスラム・大阪 5位
- 2018年 -　ワールドマスターズ 優勝
- 2019年 - グランドスラム・デュッセルドルフ 優勝
- 2019年 - 選抜体重別 優勝
- 2019年 - グランドスラム・バクー 2位
- 2019年 -　実業団体 優勝
- 2019年 - 世界選手権 2位
- 2019年 - 世界団体 優勝
- 2019年 -　グランドスラム・大阪 5位
- 2019年 -　ワールドマスターズ 5位
- 2021年 -　ワールドマスターズ 優勝
- 2021年 -　東京オリンピック 3位
- 2021年 -　東京オリンピック混合団体 2位
- 2022年 -　体重別　2位
- 2022年 -　実業団体　2位
- 2022年 -　グランドスラム・ウランバートル 7位
- 2022年 -　講道館杯　2位
- 2022年 -　グランドスラム・東京　2位
- 2022年 -　ワールドマスターズ　3位
- 2023年 -　体重別　2位
- 2023年 -　実業団体　3位

（出典、JudoInside.com）

## 有力選手との対戦成績
| 国籍                     | 選手名                 | 内容      |
| ------------------------ | ---------------------- | --------- |
| 日本の旗                 | 松本薫                 | 1敗       |
| 日本の旗                 | 宇高菜絵               | 2勝3敗    |
| 日本の旗                 | 山本杏                 | 2勝1敗    |
| 日本の旗                 | 玉置桃                 | 3勝9敗1分 |
| 日本の旗                 | 舟久保遥香             | 1勝5敗    |
| フランスの旗             | オトーヌ・パヴィア     | 1勝1敗    |
| フランスの旗             | エレーヌ・ルスボー     | 3勝1敗    |
| フランスの旗             | サラ＝レオニー・シジク | 1勝2敗    |
| ブラジルの旗             | ラファエラ・シルバ     | 5勝1敗    |
| カナダの旗               | 出口クリスタ           | 4勝4敗    |
| カナダの旗               | ジェシカ・クリムカイト | 2勝2敗    |
| モンゴルの旗             | ドルジスレン・スミヤ   | 3勝3敗    |
| ポルトガルの旗           | テルマ・モンテイロ     | 2勝1敗    |
| コソボの旗               | ノラ・ジャコヴァ       | 4勝1敗    |
| チャイニーズタイペイの旗 | 連珍羚                 | 4勝1敗    |
| アメリカ合衆国の旗       | マルティ・マロイ       | 1勝       |

（参考資料：ベースボールマガジン社発行の近代柔道バックナンバー、JudoInside.com等）

## IJFワールド柔道ツアーにおける獲得賞金一覧
| 大会                                 | 開催日         | 順位          | 獲得賞金    |
| ------------------------------------ | -------------- | ------------- | ----------- |
| グランドスラム・東京2014             | 2014年12月5日  | 3位           | 1,200ドル   |
| グランドスラム・チュメニ2015         | 2015年7月17日  | 優勝          | 4,000ドル   |
| グランドスラム・東京2015             | 2015年12月4日  | 優勝          | 4,000ドル   |
| グランドスラム・バクー2016           | 2016年5月6日   | 優勝          | 4,000ドル   |
| グランドスラム・チュメニ2016         | 2016年7月16日  | 優勝          | 4,000ドル   |
| グランドスラム・東京2016             | 2016年12月2日  | 優勝          | 4,000ドル   |
| グランドスラム・パリ2017             | 2017年2月11日  | 3位           | 1,200ドル   |
| 2017年世界柔道選手権大会             | 2017年8月30日  | 2位           | 12,000ドル  |
| グランドスラム・東京2017             | 2017年12月2日  | 優勝          | 4,000ドル   |
| ワールドマスターズ2017               | 2017年12月16日 | 2位           | 3,200ドル   |
| グランドスラム・パリ2018             | 2018年2月10日  | 2位           | 2,400ドル   |
| 世界選手権                           | 2018年9月22日  | 優勝          | 20,800ドル  |
| ワールドマスターズ2018               | 2018年12月15日 | 優勝          | 7,200ドル   |
| 2018年世界ランキング                 | 2018年12月17日 | 優勝          | 10,000ドル  |
| グランドスラム・デュッセルドルフ2019 | 2019年2月22日  | 優勝          | 4,000ドル   |
| グランドスラム・バクー2019           | 2019年5月10日  | 2位           | 2,400ドル   |
| 世界選手権                           | 2019年8月27日  | 優勝          | 72,000ドル  |
| ワールドマスターズ2021               | 2021年1月11日  | 優勝          | 4,800ドル   |
| グランドスラム・東京                 | 2022年12月3日  | 2位           | 2,400ドル   |
| 総計 / 19大会                        | 総計 / 19大会  | 総計 / 19大会 | 167,600ドル |

- 日本選手の場合は、獲得賞金の半分は全柔連の取り分となっていたが、2013年3月からは競技者規定が改訂されて、賞金は全額選手が受け取れることになった[123]。2014年7月からはIJF主催の各大会でコーチにも賞金が支給されるようになったために、選手の賞金が従来の2割減となった[124]。